# Hội đồng Giáo sư Nhà nước (Việt Nam)
Hội đồng Giáo sư Nhà nước (tên cũ: Hội đồng Chức danh giáo sư Nhà nước) là 1 hội đồng quan trọng của ngành giáo dục Việt Nam, là cơ quan có nhiệm vụ, vai trò như trọng tài đề cử, xem xét, thông qua danh sách đề cử, hủy bỏ công nhận chức danh giáo sư, phó giáo sư của Việt Nam.

## Cơ cấu tổ chức
- Hội đồng Giáo sư nhà nước do Thủ tướng Chính phủ quyết định thành lập theo đề nghị của Bộ trưởng Bộ Giáo dục và Đào tạo, có trách nhiệm xét xét thông qua danh sách công nhận hoặc hủy bỏ công nhận đạt tiêu chuẩn chức danh giáo sư, phó giáo sư;
- Hội đồng Giáo sư nhà nước gồm: Chủ tịch; một Phó Chủ tịch kiêm Tổng thư ký; một Phó Chủ tịch phụ trách các nhóm ngành khoa học tự nhiên, kỹ thuật, công nghệ; một Phó Chủ tịch phụ trách nhóm ngành khoa học sức khỏe; một Phó Chủ tịch phụ trách các nhóm ngành khoa học xã hội và nhân văn, nghệ thuật, thể dục thể thao và các Ủy viên. Chủ tịch Hội đồng là Bộ trưởng Bộ Giáo dục và Đào tạo;
- Nhiệm kỳ của Hội đồng Giáo sư nhà nước là 05 năm;
- Hội đồng Giáo sư nhà nước có con dấu hình quốc huy, tài khoản riêng và địa điểm làm việc riêng. Kinh phí hoạt động được cấp từ ngân sách nhà nước thông qua Bộ Giáo dục và Đào tạo;
- Hội đồng Giáo sư nhà nước có bộ phận giúp việc là Văn phòng và các Hội đồng Giáo sư ngành, liên ngành;
- Bộ trưởng Bộ Giáo dục và Đào tạo ban hành quy chế tổ chức và hoạt động của Hội đồng Giáo sư nhà nước; Hội đồng Giáo sư ngành, liên ngành; Hội đồng giáo sư cơ sở và Văn phòng hội đồng giáo sư nhà nước.
- Chủ tịch đầu tiên của hội đồng là giáo sư Nguyễn Cảnh Toàn.

## Nhiệm vụ, quyền hạn[1]
1. Hội đồng Giáo sư nhà nước tổ chức hướng dẫn hoạt động của các Hội đồng Giáo sư cơ sở và các Hội đồng Giáo sư ngành, liên ngành.
2. Tổ chức thu nhận báo cáo của các cơ sở giáo dục đại học, phân loại hồ sơ của ứng viên do các cơ sở giáo dục đại học đề nghị theo ngành, chuyên ngành khoa học, công khai hồ sơ của ứng viên trên Trang thông tin điện tử của Hội đồng Giáo sư nhà nước và chuyển đến các Hội đồng Giáo sư ngành, liên ngành.
3. Xem xét và thông qua danh sách ứng viên đạt tiêu chuẩn chức danh giáo sư, phó giáo sư do các Hội đồng Giáo sư ngành, liên ngành đề xuất.
4. Xét các trường hợp đặc biệt đề nghị Thủ tướng Chính phủ công nhận đạt tiêu chuẩn chức danh giáo sư, phó giáo sư; xử lý các trường hợp sai sót, thắc mắc trong quá trình xét của các Hội đồng Giáo sư cơ sở và Hội đồng Giáo sư ngành, liên ngành.
5. Xét hủy bỏ công nhận chức danh giáo sư, phó giáo sư, hủy bỏ công nhận đạt tiêu chuẩn chức danh giáo sư, phó giáo sư của người đã được công nhận nhưng bị phát hiện là không đủ tiêu chuẩn quy định.
6. Phối hợp với cơ quan nhà nước có thẩm quyền giải quyết khiếu nại, tố cáo về việc xét công nhận đạt tiêu chuẩn, bổ nhiệm, miễn nhiệm chức danh giáo sư, phó giáo sư (nếu có) theo quy định của pháp luật.
7. Tư vấn cho Bộ trưởng Bộ Giáo dục và Đào tạo trong việc định hướng phát triển đội ngũ giáo sư, phó giáo sư; chất lượng đào tạo tiến sĩ và tham gia xây dựng chính sách phát triển đội ngũ giáo sư, phó giáo sư.

## Hội đồng Giáo sư ngành, liên ngành[2]
Gồm 28 Hội đồng:
- Hội đồng liên ngành Chăn nuôi-Thú y-Thủy sản
- Hội đồng ngành Cơ học
- Hội đồng ngành Cơ khí-Động lực
- Hội đồng ngành Công nghệ thông tin
- Hội đồng ngành Dược học
- Hội đồng Điện-Điện tử-Tự động Hóa
- Hội đồng ngành Giao thông vận tải
- Hội đồng Giáo dục học
- Hội đồng liên ngành Hóa học - CN Thực phẩm
- Hội đồng ngành Khoa học An ninh
- Hội đồng  ngành Khoa học Quân sự
- Hội đồng liên ngành Khoa học Trái đất - Mỏ
- Hội đồng ngành Kinh tế
- Hội đồng ngành Luật học
- Hội đồng ngành Ngôn ngữ học
- Hội đồng liên ngành Nông nghiệp - Lâm nghiệp
- Hội đồng ngành Sinh học
- Hội đồng liên ngành Sử học - Khảo cổ - Dân tộc học
- Hội đồng ngành Tâm lý học
- Hội đồng ngành Thủy lợi
- Hội đồng ngành Toán học
- Hội đồng liên ngành Triết học-Chính trị học-Xã hội học
- Hội đồng liên ngành Văn hóa-Nghệ thuật -Thể dục thể thao
- Hội đồng ngành Văn học
- Hội đồng ngành Vật lý
- Hội đồng liên ngành Xây dựng - Kiến trúc
- Hội đồng ngành Y học

## Thành viên nhiệm kì 2024 - 2029
- Chủ tịch Hội đồng
  - PGS. TS. Nguyễn Kim Sơn [3]

- Phó Chủ tịch Hội đồng
  - GS. TSKH. VS. Châu Văn Minh (Phụ trách nhóm ngành khoa học tự nhiên, kĩ thuật và công nghệ)
  - GS. TS. Hoàng Văn Cường (Phụ trách nhóm ngành khoa học xã hội và nhân văn, nghệ thuật, thể dục thể thao)
  - GS. TS. Lê Quang Cường (Phụ trách nhóm ngành sức khỏe)
- Các ủy viên Hội đồng

(Thủ tướng giao Chủ tịch Hội đồng bổ nhiệm và điều chỉnh hàng năm theo quy định)

## Văn phòng Hội đồng Giáo sư Nhà nước
Chánh văn phòng: ông Trần Anh Tuấn 

## Bê bối

### Đợt phong giáo sư năm 2019
Trong đợt phong giáo sư vào cuối tháng 11 năm 2019, Hội đồng vấp phải sự phản đối của một số ứng viên giáo sư bị đánh trượt mặc dù tổng số điểm công trình nghiên cứu khoa học lọt vào top cao gấp đôi các ứng viên khác và cao hơn rất nhiều so với tiêu chuẩn đặt ra. Nguyên nhân do các thành viên hội đồng diễn giải khác nhau về quy định "không hướng dẫn đủ" nghiên cứu sinh tiến sĩ.